# Michał Żewłakow
Michał Żewłakow (Varsovia, Polonia, 22 de abril de 1976) es un exfutbolista internacional polaco que jugaba como defensa. Con la selección absoluta polaca disputó un total de 102 partidos, siendo el cuarto jugador más convocado de Polonia, por detrás de Robert Lewandowski, Jakub Błaszczykowski y Kamil Glik. Tiene un hermano gemelo, Marcin, también futbolista. Su hijo Jakub juega en el Legia de Varsovia.

## Selección nacional
Con la selección de fútbol de Polonia ha jugado 102 partidos (el primero el 19 de junio de 1999 en un amistoso ante Nueva Zelanda) y ha marcado tres goles. 

### Participaciones en Copas del Mundo
| Mundial                        | Sede                  | Resultado    |
| ------------------------------ | --------------------- | ------------ |
| Copa Mundial de Fútbol de 2002 | Corea del Sur y Japón | Primera fase |
| Copa Mundial de Fútbol de 2006 | Alemania              | Primera fase |

## Clubes
| Club              | País    | Año         |
| ----------------- | ------- | ----------- |
| Drukarz Varsovia  | Polonia | 1991 - 1992 |
| Marymont Varsovia | Polonia | 1992 - 1993 |
| Polonia Varsovia  | Polonia | 1993 - 1995 |
| Hutnik Varsovia   | Polonia | 1995        |
| Polonia Varsovia  | Polonia | 1996 - 1998 |
| KSK Beveren       | Bélgica | 1998 - 1999 |
| R.E. Mouscron     | Bélgica | 1999 - 2002 |
| RSC Anderlecht    | Bélgica | 2002 - 2006 |
| Olimpiakos CFP    | Grecia  | 2006 - 2010 |
| MKE Ankaragücü    | Turquía | 2010 - 2011 |
| Legia de Varsovia | Polonia | 2011 - 2013 |

## Palmarés

### Campeonatos nacionales
| Título               | Club              | País    | Año     |
| -------------------- | ----------------- | ------- | ------- |
| Primera División     | RSC Anderlecht    | Bélgica | 2003-04 |
| Primera División     | RSC Anderlecht    | Bélgica | 2005-06 |
| Supercopa de Bélgica | RSC Anderlecht    | Bélgica | 2006    |
| Superliga            | Olympiacos CFP    | Grecia  | 2006-07 |
| Supercopa de Grecia  | Olympiacos CFP    | Grecia  | 2007    |
| Superliga            | Olympiacos CFP    | Grecia  | 2007-08 |
| Copa de Grecia       | Olympiacos CFP    | Grecia  | 2007-08 |
| Superliga            | Olympiacos CFP    | Grecia  | 2008-09 |
| Copa de Grecia       | Olympiacos CFP    | Grecia  | 2008-09 |
| Copa de Polonia      | Legia de Varsovia | Polonia | 2011-12 |
| Copa de Polonia      | Legia de Varsovia | Polonia | 2012-13 |
| Primera División     | Legia de Varsovia | Polonia | 2012-13 |